# Малый проспект Петроградской стороны
Малый проспект Петроградской стороны (общепринятое сокращение — Малый проспект П. С.) — проспект в Санкт-Петербурге, проходящий от реки Ждановки до Площади Шевченко. До обособления площади Шевченко проспект проходил до Каменноостровского проспекта, поэтому нумерация домов, выходящих на площадь Шевченко, также ведётся по Малому проспекту.
Проспект (основная его часть) был проложен в 1730-х годах через территорию слобод Ямбургского, Копорского и С.-Петербургского гарнизонных полков. Конечный участок проспекта от Ординарной улицы до Каменноостровского проспекта проложен в начале XX века. С 1941 по 1991 год назывался проспектом Щорса (в честь командира времён Гражданской войны Н. А. Щорса).

## Объекты городской среды

### Отреки ЖдановкидоБольшой Зелениной улицы
| Список объектов от реки Ждановки до Большой Зелениной улицы | Список объектов от реки Ждановки до Большой Зелениной улицы | Список объектов от реки Ждановки до Большой Зелениной улицы            | Список объектов от реки Ждановки до Большой Зелениной улицы | Список объектов от реки Ждановки до Большой Зелениной улицы | Список объектов от реки Ждановки до Большой Зелениной улицы |
| Номер дома                                                  | Описание | Архитектор                                                             | Постройка                                                   | Иллюстрация                                                 | Координаты                                                  |
| ----------------------------------------------------------- | --- | ---------------------------------------------------------------------- | ----------------------------------------------------------- | ----------------------------------------------------------- | ----------------------------------------------------------- |
| До № 1                                                      | река Ждановка | река Ждановка                                                          | река Ждановка                                               | река Ждановка                                               | река Ждановка                                               |
| До № 1                                                      | Ждановская набережная |                                                                        |                                                             |                                                             |                                                             |
| № 1б                                                        | доходный дом Н. С. Занина | Н. С. Резвый, Л. М. Яругский                                           | 1916—1917                                                   |                                                             |                                                             |
| № 7a                                                        | Особняк А. Н. Копец | Лежоев П. К.                                                           | 1903                                                        |                                                             |                                                             |
| № 9 — № 11                                                  | улица Красного Курсанта | улица Красного Курсанта                                                | улица Красного Курсанта                                     | улица Красного Курсанта                                     | улица Красного Курсанта                                     |
| № 9 — № 11                                                  | Еврейский садик |                                                                        |                                                             |                                                             | 59°57′20″ с. ш. 30°17′30″ в. д.                             |
| № 14                                                        | Жилой флигель | О. Л. Игнатович                                                        | 1897                                                        |                                                             |                                                             |
| № 14 — № 16                                                 | Съезжинский переулок | Съезжинский переулок                                                   | Съезжинский переулок                                        | Съезжинский переулок                                        | Съезжинский переулок                                        |
| № 15 — № 17                                                 | Пионерская улица | Пионерская улица                                                       | Пионерская улица                                            | Пионерская улица                                            | Пионерская улица                                            |
| № 17 / Пионерская улица, 9                                  | Доходный дом | П. М. Мульханов, включён в существовавший дом                          | 1900                                                        |                                                             |                                                             |
| № 20 / Малая Гребецкая улица, 2                             | Доходный дом Ф. И. Ванюкова | П. К. Лежоев                                                           | 1910                                                        |                                                             |                                                             |
| № 20 — № 22                                                 | Малая Гребецкая улица | Малая Гребецкая улица                                                  | Малая Гребецкая улица                                       | Малая Гребецкая улица                                       | Малая Гребецкая улица                                       |
| № 21 / Мончегорская улица, 8                                | Доходный дом | Н. Д. Каценеленбоген                                                   | 1906                                                        |                                                             |                                                             |
| № 23 / Мончегорская улица, 10                               | Доходный дом вдовы надворного советника Н. Н. Меркиш | Е. А. Кржижановский                                                    | 1911—1912                                                   |                                                             |                                                             |
| № 25 — № 27                                                 | Мончегорская улица | Мончегорская улица                                                     | Мончегорская улица                                          | Мончегорская улица                                          | Мончегорская улица                                          |
| № 26—28 / Пионерская улица, 11                              | Доходный дом М. Д. Корнилова. В 1910-е годы в доме жили один из создателей первой русской подводной лодки Михаил Беклемишев и поэт Михаил Лозинский. | А. Ф. Барановский                                                      | 1910                                                        |                                                             |                                                             |
| № 32                                                        | Дом Товарищества по устройству жилищ Петровского Коммерческого училища («Дом Товарищества на паях для устройства жилищ, учрежденного Обществом для пособия бывшим воспитанникам Императорского Санкт‑Петербургского Коммерческого Училища и их семействам»). Одно из первых в России зданий жилищных кооперативов. Включен в список объектов культурного наследия. Построен в 1907—1908 годах в стиле модерн с обильным лепным декором лицевого фасада; на уровне третьего этажа — крупное барельефное изображение богини Ники с лавровыми венками в руках и расправленными крыльями, под оконными проемами пятого этажа — лепной фриз с маскаронами в виде сов. В доме сохранились интерьеры парадных лестниц. В доме жили архитекторы Александр Владовский и Николай Макаров, а также гидротехник Борис Веденеев. | А. И. Владовский                                                       | 1907—1908                                                   |                                                             |                                                             |
| № 32 — № 34                                                 | Малая Разночинная улица | Малая Разночинная улица                                                | Малая Разночинная улица                                     | Малая Разночинная улица                                     | Малая Разночинная улица                                     |
| № 34 — № 36                                                 | Большая Разночинная улица | Большая Разночинная улица                                              | Большая Разночинная улица                                   | Большая Разночинная улица                                   | Большая Разночинная улица                                   |
| № 27 / Красносельская улица, 16 / Мончегорская улица, 13    | Доходный дом | Д. А. Крыжановский                                                     | 1904                                                        |                                                             |                                                             |
| № 27 — № 29                                                 | Красносельская улица | Красносельская улица                                                   | Красносельская улица                                        | Красносельская улица                                        | Красносельская улица                                        |
| № 31 — № 33                                                 | Ропшинская улица | Ропшинская улица                                                       | Ропшинская улица                                            | Ропшинская улица                                            | Ропшинская улица                                            |
| № 33 / Ропшинская улица, 17                                 | Доходный дом | П. М. Мульханов                                                        | 1905                                                        |                                                             |                                                             |
| № 33 — № 35                                                 | Рыбацкая улица | Рыбацкая улица                                                         | Рыбацкая улица                                              | Рыбацкая улица                                              | Рыбацкая улица                                              |
| № 40 / Ропшинская улица, 19                                 | Доходный дом | П. Н. Батуев                                                           | 1912                                                        |                                                             |                                                             |
| № 42 / Большая Зеленина улица, 2                            | Доходный дом А. С. Каценельсона | Начало строительства С. Г. Гингер при участии В. В. Корвин-Круковского | 1910                                                        |                                                             |                                                             |
| № 42 / Большая Зеленина улица, 2                            | Доходный дом А. С. Каценельсона | Завершение строительства Д. А. Крыжановский                            | 1912—1913                                                   |                                                             |                                                             |
| № 42 — № 44                                                 | Большая Зеленина улица | Большая Зеленина улица                                                 | Большая Зеленина улица                                      | Большая Зеленина улица                                      | Большая Зеленина улица                                      |

### ОтБольшой Зелениной улицыдоулицы Ленина
| Список объектов от Большой Зелениной улицы до улицы Ленина | Список объектов от Большой Зелениной улицы до улицы Ленина | Список объектов от Большой Зелениной улицы до улицы Ленина | Список объектов от Большой Зелениной улицы до улицы Ленина | Список объектов от Большой Зелениной улицы до улицы Ленина | Список объектов от Большой Зелениной улицы до улицы Ленина |
| Номер дома                                                 | Описание | Архитектор                                                 | Постройка                                                  | Иллюстрация                                                | Координаты                                                 |
| ---------------------------------------------------------- | --- | ---------------------------------------------------------- | ---------------------------------------------------------- | ---------------------------------------------------------- | ---------------------------------------------------------- |
| № 37 — № 39                                                | Ижорская улица | Ижорская улица                                             | Ижорская улица                                             | Ижорская улица                                             | Ижорская улица                                             |
| № 39 / Ижорская улица, 13                                  | Доходный дом | А. И. Ковшаров                                             | 1912—1913                                                  |                                                            |                                                            |
| У пересечения с Колпинской улицей                          | Колпинский сад |                                                            |                                                            |                                                            |                                                            |
| № 41 — № 43                                                | Колпинская улица | Колпинская улица                                           | Колпинская улица                                           | Колпинская улица                                           | Колпинская улица                                           |
| № 48 / Колпинская улица, 15                                | Доходный дом | Е. С. Бикарюков                                            | 1902                                                       |                                                            |                                                            |
| № 43 — № 45                                                | Стрельнинская улица | Стрельнинская улица                                        | Стрельнинская улица                                        | Стрельнинская улица                                        | Стрельнинская улица                                        |
| № 52 / Ораниенбаумская улица, 19                           | Доходный дом | И. А. Претро                                               | 1912—1913                                                  |                                                            |                                                            |
| № 54—56                                                    | Бывший рынок (1950-е—1970-е), в 1980-е — магазин «Океан», с 1993 г. — супермаркет «Супер Бабилон»                                                                                  | О. Б. Голынкин, Л. М. Хидекель                             | 1955                                                       |                                                            |                                                            |
| № 45 — № 47                                                | Ораниенбаумская улица | Ораниенбаумская улица                                      | Ораниенбаумская улица                                      | Ораниенбаумская улица                                      | Ораниенбаумская улица                                      |
| № 49 / Шамшева улица, 14                                   | Жилой дом |                                                            | 2001                                                       |                                                            |                                                            |
| № 49                                                       | Шамшева улица | Шамшева улица                                              | Шамшева улица                                              | Шамшева улица                                              | Шамшева улица                                              |
| № 53 / Гатчинская улица, 16                                | До 1917 г. — убежище взрослых калек Петровского общества вспомоществования бедным; в 1920-х — Общество трезвенников; теперь здание занимают административные учреждения и ресторан | арх. С. И. Андреев                                         | 1898; в XX веке здание капитально перестроено              |                                                            |                                                            |
| № 53 — № 55 и № 58 — № 60                                  | Гатчинская улица | Гатчинская улица                                           | Гатчинская улица                                           | Гатчинская улица                                           | Гатчинская улица                                           |
| № 60 / Гатчинская улица, 17                                | Доходный дом А. Я. Васильевой | Д. А. Крыжановский                                         | 1903                                                       | Вид с Гатчинской улицы                                     |                                                            |
| № 55                                                       | Доходный дом Е. И. Калугина | П. М. Мульханов, надстроен                                 | 1901                                                       |                                                            |                                                            |
| № 55 — № 57                                                | Лахтинская улица | Лахтинская улица                                           | Лахтинская улица                                           | Лахтинская улица                                           | Лахтинская улица                                           |
| № 66 / улица Ленина, 32                                    | Доходный дом И. Ф. Алюшинского | А. Л. Лишневский при участии П. П. Светлицкого             | 1907—1908                                                  |                                                            |                                                            |
| № 57 / улица Ленина, 30 / Лахтинская улица, 11.            | Доходный дом Вас. А. Косякова | В. А. Косяков                                              | 1902                                                       |                                                            |                                                            |
| № 57 — № 59 и № 66 — № 68                                  | улица Ленина | улица Ленина                                               | улица Ленина                                               | улица Ленина                                               | улица Ленина                                               |

### Отулицы ЛенинадоКаменноостровского проспекта
| Список объектов от улицы Ленина до Каменноостровского проспекта | Список объектов от улицы Ленина до Каменноостровского проспекта                                                                                       | Список объектов от улицы Ленина до Каменноостровского проспекта | Список объектов от улицы Ленина до Каменноостровского проспекта | Список объектов от улицы Ленина до Каменноостровского проспекта | Список объектов от улицы Ленина до Каменноостровского проспекта |
| Номер дома                                                      | Описание | Архитектор                                                      | Постройка                                                       | Иллюстрация                                                     | Координаты                                                      |
| --------------------------------------------------------------- | --- | --------------------------------------------------------------- | --------------------------------------------------------------- | --------------------------------------------------------------- | --------------------------------------------------------------- |
| № 68 / улица Ленина, 29                                         | Доходный дом | Н. И. Иванов                                                    | 1906                                                            |                                                                 |                                                                 |
| № 70 / Полозова улица, 18                                       | Доходный дом | Н. Д. Каценеленбоген                                            | 1906                                                            |                                                                 |                                                                 |
| № 61 — № 63                                                     | Полозова улица | Полозова улица                                                  | Полозова улица                                                  | Полозова улица                                                  | Полозова улица                                                  |
| № 65 / Улица Подковырова                                        | Жилой дом на 16 квартир | «Жилстройинвест»                                                | 2003—2007                                                       |                                                                 |                                                                 |
| № 65 — № 67                                                     | улица Подковырова | улица Подковырова                                               | улица Подковырова                                               | улица Подковырова                                               | улица Подковырова                                               |
| № 69/ Подрезова улица, 14                                       | Казанская церковь подворья Казанского Вышневолоцкого монастыря                                                                                        | А. П. Аплаксин                                                  | 1910—1912                                                       |                                                                 |                                                                 |
| № 69/ Подрезова улица, 14                                       | Казанская церковь подворья Казанского Вышневолоцкого монастыря                                                                                        | Ф. А. Лыхин (коренная перестройка)                              | Конец 1920-х                                                    |                                                                 |                                                                 |
| № 69 — № 71                                                     | Подрезова улица | Подрезова улица                                                 | Подрезова улица                                                 | Подрезова улица                                                 | Подрезова улица                                                 |
| № 71 / Бармалеева улица, 18 / Подрезова улица, 15               | Доходный дом | В. И. Шёне                                                      | 1907                                                            |                                                                 |                                                                 |
| № 78 / Бармалеева улица, 20                                     | Доходный дом | О. Л. Игнатович                                                 | 1904                                                            |                                                                 |                                                                 |
| № 71 — № 73                                                     | Бармалеева улица | Бармалеева улица                                                | Бармалеева улица                                                | Бармалеева улица                                                | Бармалеева улица                                                |
| № 73 / Бармалеева улица, 17                                     | Доходный дом | М. М. Лаговский                                                 | 1873                                                            |                                                                 |                                                                 |
| № 82 / Плуталова улица, 11                                      | Доходный дом | В. В. Гейне                                                     | 1903                                                            |                                                                 |                                                                 |
| № 75 — № 77                                                     | Плуталова улица | Плуталова улица                                                 | Плуталова улица                                                 | Плуталова улица                                                 | Плуталова улица                                                 |
| № 84—86 / Ординарная улица, 16                                  | Жилой дом специалистов «Свирьстроя». Здесь с 1950 по 1995 год жил И. Е. Хейфиц. Со стороны Ординарной ул. — шахматный клуб «На Петроградской стороне» | И. Г. Явейн                                                     | 1933—1938                                                       |                                                                 |                                                                 |
| № 86                                                            | улица Всеволода Вишневского (через арку дома) | улица Всеволода Вишневского (через арку дома)                   | улица Всеволода Вишневского (через арку дома)                   | улица Всеволода Вишневского (через арку дома)                   | улица Всеволода Вишневского (через арку дома)                   |
| № 83 — № 85                                                     | Ординарная улица | Ординарная улица                                                | Ординарная улица                                                | Ординарная улица                                                | Ординарная улица                                                |
| № 85 / Ординарная улица, 11                                     | Доходный дом акционерного общества «Архитектор» | В. В. Шауб (проект)                                             | 1912—1913                                                       |                                                                 |                                                                 |
| № 85 / Ординарная улица, 11                                     | Доходный дом акционерного общества «Архитектор» | Завершение строительства В. П. Голубин; реконструирован         | 1912—1913                                                       |                                                                 |                                                                 |
| За № 86                                                         | Парк имени Тараса Шевченко |                                                                 |                                                                 |                                                                 |                                                                 |
| За № 86                                                         | Памятник Тарасу Шевченко | скульптор Лео Мол (Канада)                                      | 20 декабря 2000                                                 |                                                                 | 59°58′00″ с. ш. 30°18′22″ в. д.                                 |
| За № 86                                                         | Камень со стихами Тараса Шевченко |                                                                 |                                                                 |                                                                 | 59°58′01″ с. ш. 30°18′22″ в. д.                                 |
| За № 86                                                         | Камень в память трёхсотлетия Петербурга |                                                                 |                                                                 |                                                                 |                                                                 |
| № 87                                                            | ВНИТИ (до июня 2008) |                                                                 |                                                                 |                                                                 | 59°58′00″ с. ш. 30°18′27″ в. д.                                 |
| № 89 / Каменноостровский проспект, 42                           | До революции здесь располагался «Спортинг-палас» А. И. Башкирова (при перестройке включён в комплекс ДК им. Ленсовета)                                | А. Е. Белогруд, С. Г. Гингер при участии А. Ф. Сысоева          | 1910                                                            |                                                                 | 59°58′00″ с. ш. 30°18′33″ в. д.                                 |
| № 89 / Каменноостровский проспект, 42                           | ДК им. Ленсовета | Е. А. Левинсон, В. О. Мунц                                      | 1931—1938                                                       |                                                                 | 59°58′00″ с. ш. 30°18′33″ в. д.                                 |
| За № 89                                                         | Каменноостровский проспект | Каменноостровский проспект                                      | Каменноостровский проспект                                      | Каменноостровский проспект                                      | Каменноостровский проспект                                      |
| За № 89                                                         | Левашовский проспект |                                                                 |                                                                 |                                                                 |                                                                 |
| За № 89                                                         | Площадь Шевченко |                                                                 |                                                                 |                                                                 |                                                                 |

## Сносы и застройка
Дом № 4, литера А — бывшие торговые бани Екимовой, с 1925 года — завод «Навигатор». С 2021 года участок принадлежит компании «ПИК», которая объявила о планах построить на нём отель. Подрядчиком по застройке выступает компания «Прайд». Проект застройки участка со сносом существующих строений был направлен в КГИОП, который выдал положительное заключение. В документах, приложенных к заявке, годом строительства корпусов дома № 4А указан 1948-й. Однако на основании архивных документов градозащитники установили, что бани построены в 1813 и 1826 годах, а в 1948-м объединены юридически в одно здание для нужд «Навигатора». По иску градозащитников Куйбышевский суд наложил запрет на снос до окончания разбирательства по факту искажения года постройки. 14 апреля Госстройнадзор отказал собственнику в разрешении на снос зданий, однако уже 15-го вокруг бань возвели строительный забор и начался демонтаж. Несмотря на судебный запрет, 19 апреля снос продолжился. 20-го апреля были частично разрушены второй и третий этажи одного из корпусов. Незаконный снос Торговых бань Екимовой стал одним из пунктов обвинения в уголовном деле, заведённом в мае 2022 года против неустановленных сотрудников КГИОП по личному указанию главы СК РФ Александра Бастрыкина. 15 ноября 2023 года Куйбышевский районный суд отказался признать здания дореволюционными (хотя даже ответчик в лице ГУИОН признавал, что корпус А построен в 1912-м), а 27 ноября снял с них меры предварительной защиты.